# Oksidacija omega
Oksidacija omega (tudi ω-oksidacija) je eden od procesov presnove (metabolizma) maščobnih kislin, ki poteka samo pri nekaterih vrstah živali, med drugim tudi pri človeku. Predstavlja alternativno metabolno pot oksidaciji beta, pri čemer se ne oksidira β-ogljikov (C) atom, pač pa ω-ogljikov atom, ki je najbolj oddaljen od karboksilne funkcionalne skupine. V normalnih razmerah ima oksidacija omega manjšo vlogo pri oksidaciji srednje-verižnih maščobnih kislin (10–12 C-atomov), pomembna pa postane v primeru okvar komponent (mutacij encimov) oksidacije beta ali pomanjkanja karnitina. 
Pri vretenčarjih se encimi za oksidacijo omega nahajajo v endoplazemskem retikulumu (ER) v jetrih in ledvicah. Zajema tri glavne stopnje, in sicer:
| Opis reakcije | Shema reakcije | Encim                      |
| --- | -------------- | -------------------------- |
| Pri prvi stopnji je hidroksilna skupina vezana na ω C atom. Kisik, ki je potreben za nastanek skupine, izvira iz molekularnega kisika (O2) v kompleksni reakciji, ki vključuje citokrom P450 in donor elektronov, reduciran nikotinamid adenin dinukleotid fosfat (NAPH). |                | funkcijsko-mešana oksidaza |
| Naslednja stopnja zajema oksidacijo hidroksilne skupine v aldehidno skupino, elektrone pa sprejme oksidiran nikotinamid adenin dinukleotid (NAD+. |                | alkohol-dehidrogenaza      |
| Tretja in zadnja stopnja je oksidacija aldehidne skupine v karboksilno skupino, prejemnik elektronov pa je zopet NAD+. |                | aldehid-dehidrogenaza      |

Produkt zadnje reakcije je maščobna kislina, ki ima karboksilni skupini na obeh koncih. Katerikoli konec se tako lahko veže na koencim A (CoA), molekula pa lahko potem preide v mitohondrij in vstopi v proces beta oksidacije. Pri vsakem ciklu sicer nastane acetil-CoA, ki vstopi v Krebsov cikel, vendar drugi produkt ni acil-CoA (kot je običajno), pač pa dikarboksilna maščobna kislina, kot sta adipinska kislina in butandiojska kislina oz. njena anionska oblika, sukcinat, ki tudi lahko vstopi v Krebsov cikel.